# Raïon de Djankoï

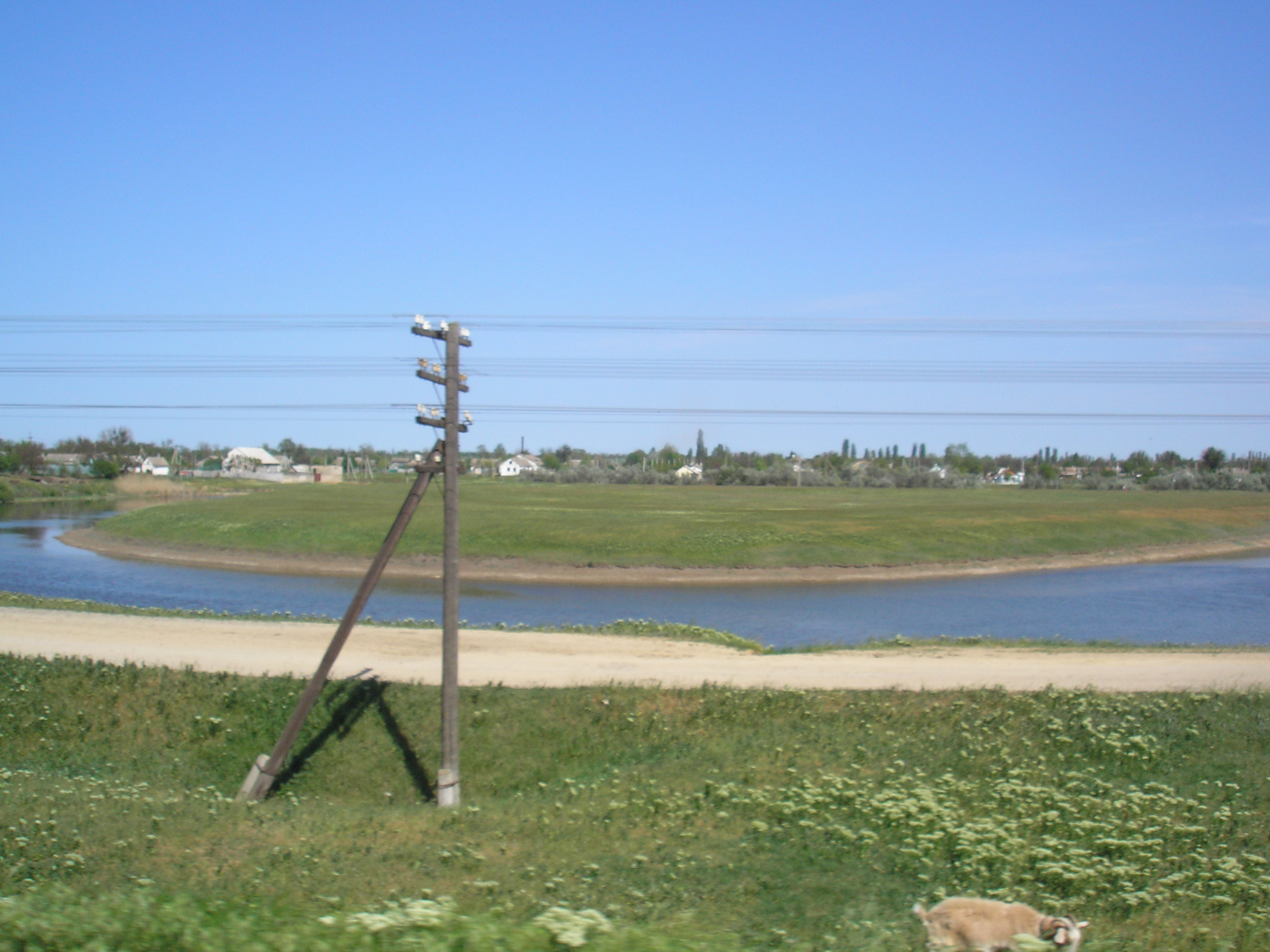
La rivière Pobednaïa.

L'arrondissement de Djankoï (russe : Городской округ Джанкой, ukrainien : Міський округ Джанкой, tatar de Crimée : Canköy şeer bölgesi, Джанкой шеэр больгеси) est une  subdivision administrative de la république de Crimée, sujet de la fédération de Russie. Son centre administratif est la ville de Djankoï.
Le raïon de Djankoï (en russe : Джанкойский район, en ukrainien : Джанкойський район) est une subdivision administrative de la république autonome de Crimée, revendiquée par l'Ukraine, de même extension que l'arrondissement.

## Patrimoine

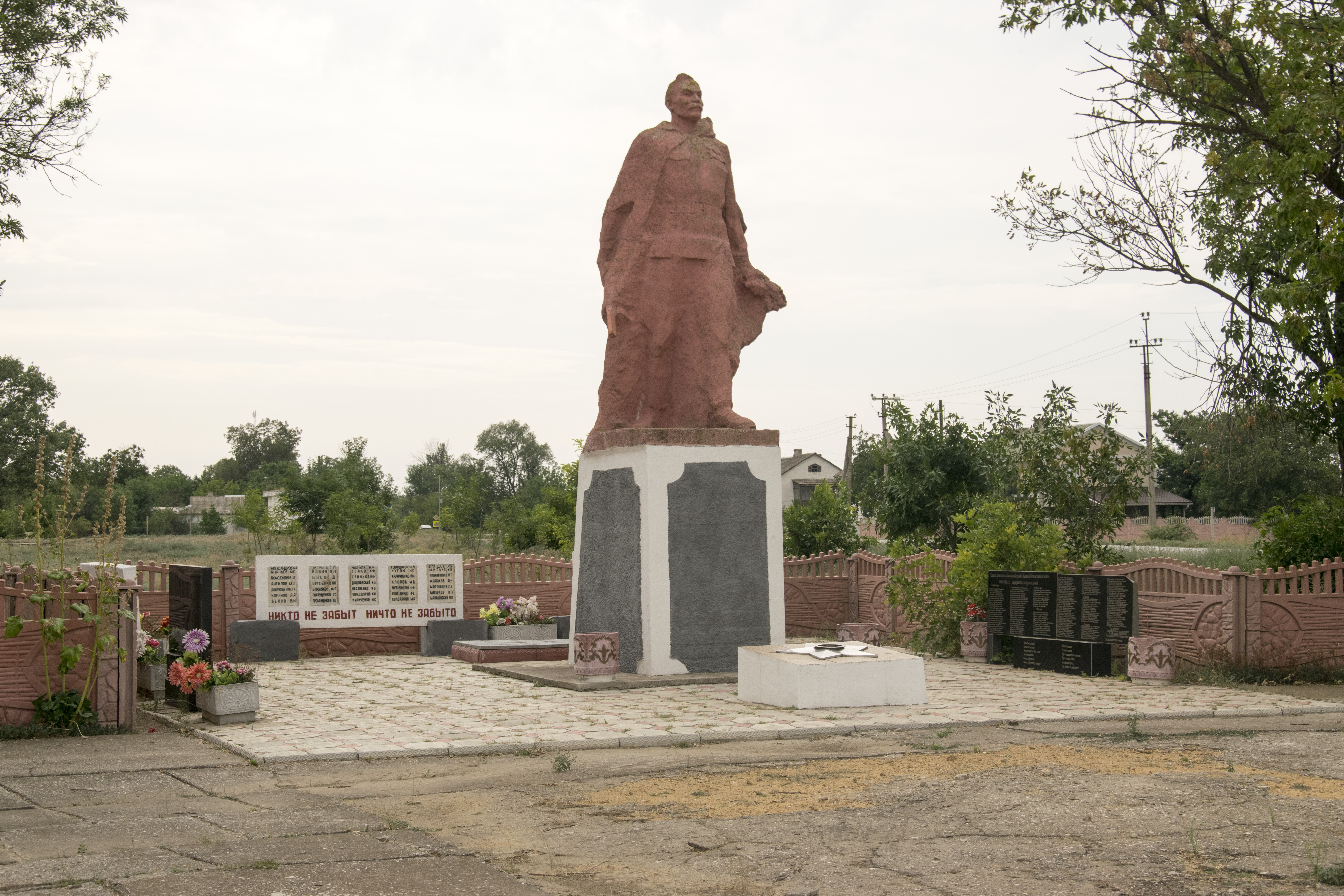
Nécropole de soldats soviétiques classée[1],
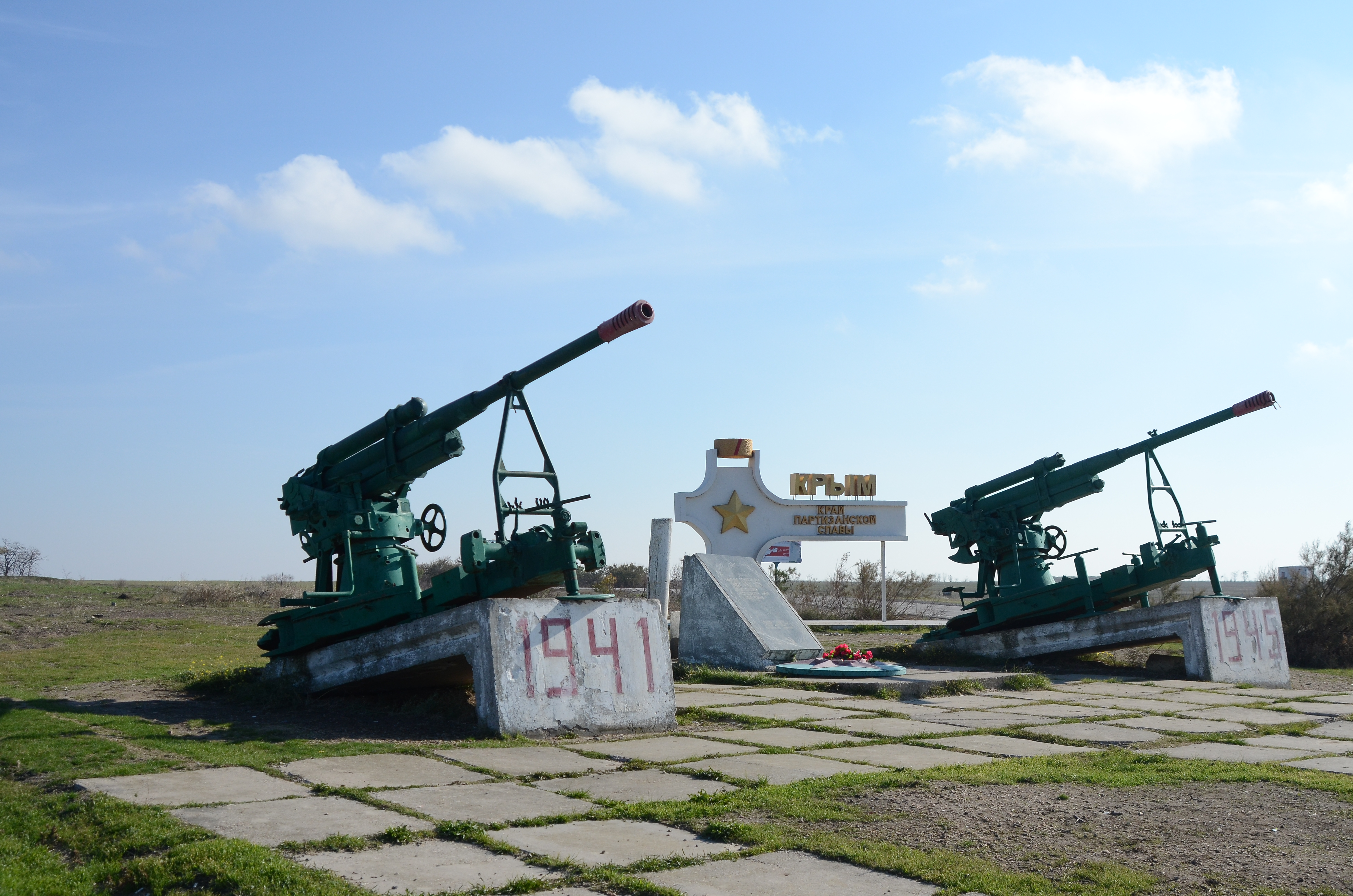
mémorial à la défense anti-aérienne,
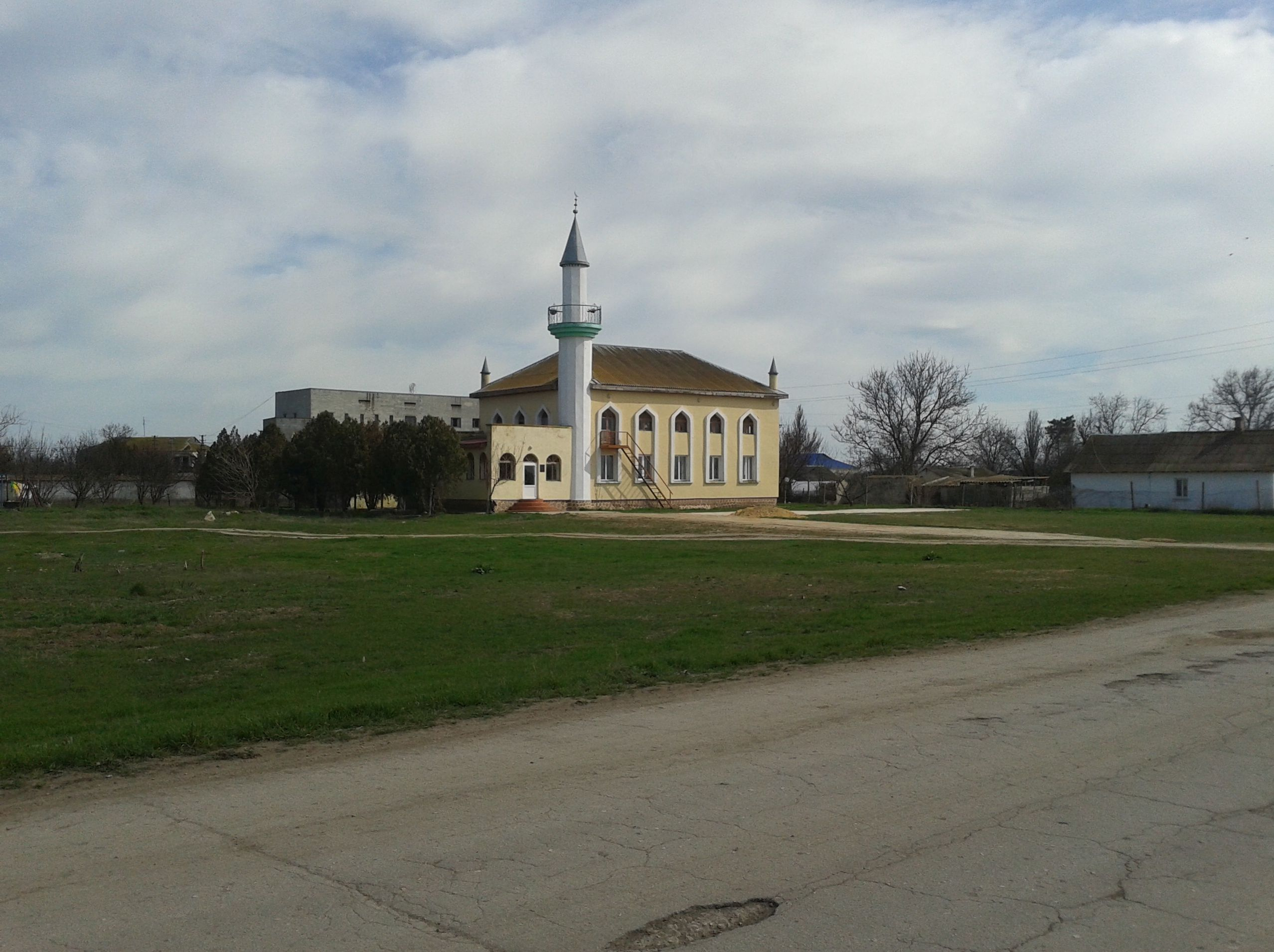
mosque de Medvedevda,
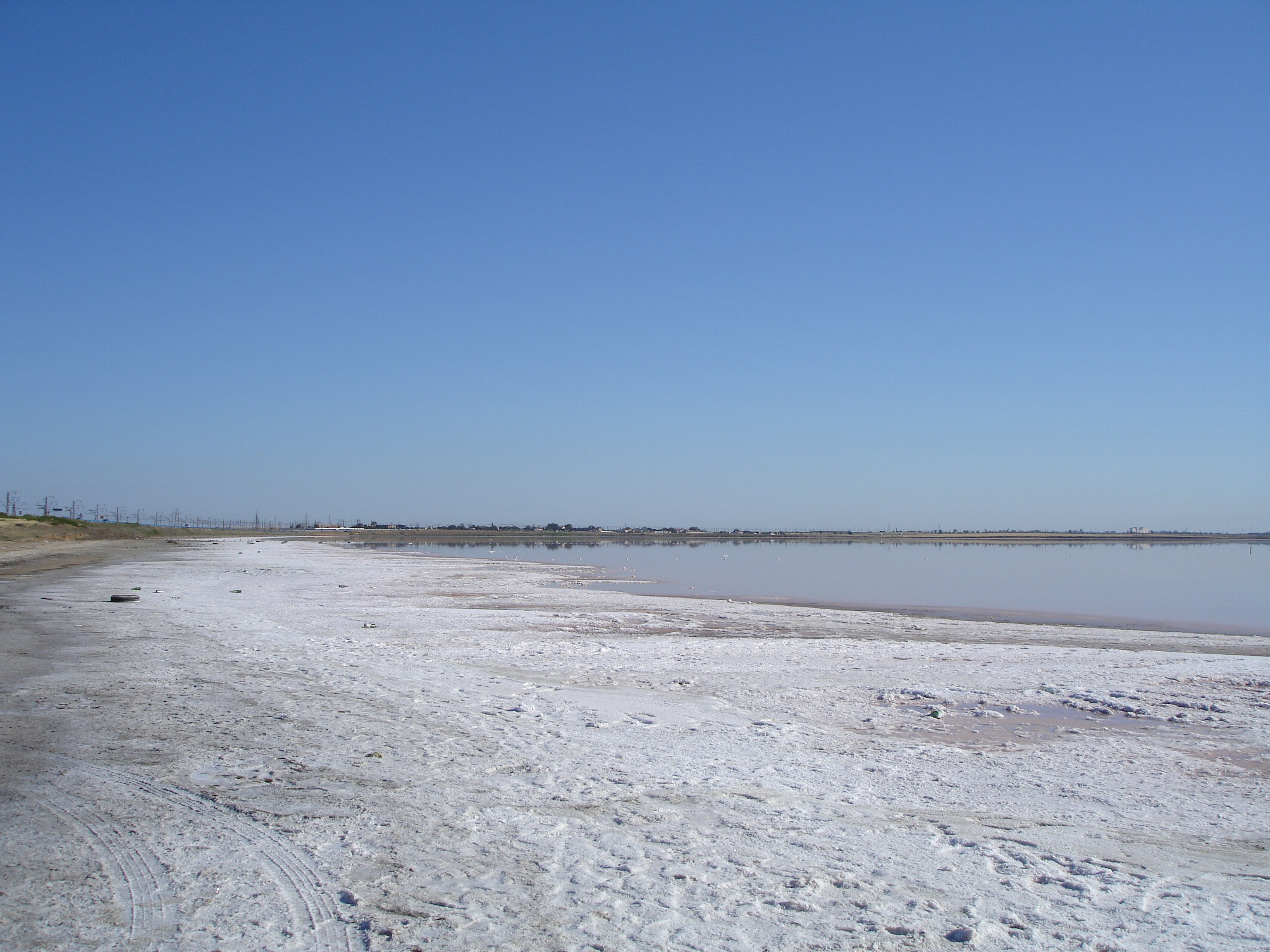
le parc naturel Kalinovski, classé[2].